# Dâmbovicioara
Dâmbovicioara è un comune della Romania di 949 abitanti, ubicato nel distretto di Argeș, nella regione storica della Muntenia.
Il comune è formato dall'unione di 3 villaggi: Ciocanu, Dâmbovicioara, Podu Dâmboviței.
Confina a nord e ad est con il distretto di Brașov.